# Valentina Beotti
Valentina Beotti (Genova, 24 marzo 1978) è un'attrice italiana.

## Biografia
Nata a Genova, lavora professionalmente come attrice dal 1993. Si forma sotto la direzione artistica, tra gli altri, di Giorgio Albertazzi  (da cui riceve una forte influenza) e Judith Malina. Al cinema è tra i protagonisti di "Diario di un maniaco per bene" regia di Michele Picchi al fianco di Giorgio Pasotti  e "Passione sinistra regia di Marco Ponti.
In televisione è tra i protagonisti di varie serie, tra cui Elisa di Rivombrosa regia di Cinzia Th. Torrini in cui interpreta il ruolo di Lucia Ceppi (moglie di Antonio) al fianco di Alessandro Preziosi e Vittoria Puccini,, Nati ieri regia di Luca Miniero e Paolo Genovese, VIP regia di Carlo Vanzina e R.I.S. - Delitti imperfetti (quinta serie) regia di Fabio Tagliavia, nel ruolo di Liliana de Rienzo.
È inoltre protagonista di puntata delle sit-com Radio Sex regia di Alessandro Baracco e Piloti regia di Celeste Laudisio, con Max Tortora e Enrico Bertolino. Dal 2008 al 2013 fa parte della crew Ricci/Forte.
A teatro è nel 2010 protagonista, insieme a Leo Gullotta dello spettacolo in tournée nazionale Il piacere dell'onestà di Luigi Pirandello, dove interpreta Agata Renni, la moglie di Angelo Baldovino.

## Teatro (selezione)
- 2010     "Grimmless" di Ricci/Forte regia di Stefano Ricci
- 2009/10 Il piacere dell'onestà di Luigi Pirandello regia di Fabio Grossi (protagonista)
- 2008\09 "Wunderkammer soap" di Ricci/Forte regia di Stefano Ricci
- 2009	Le troiane regia di Matteo Tarasco (Andromaca, protagonista)
- 2009	Orlando in love regia di Matteo Tarasco
- 2009	Paspartù regia di Massimiliano Bruno
- 2008     "100% Furioso" di Ricci/Forte regia di Stefano Ricci
- 2008	Moi aussi, je suis Catherine Deneuve regia di Reza Keradmann
- 2000	Le corpe sauvage regia di Jilles Coulet
- 2000	le lezioni americane  di Italo Calvino regia di Giorgio Albertazzi
- 1999	Una giornata nella vita della città regia di Judith Malina (nel ruolo di Agata coprotagonista)
- 1998 	Lucrezia Borgia regia di Giorgio Albertazzi

## Filmografia

### Cinema
- 2011 La meravigliosa avventura di Antonio Franconi regia di Luca Verdone
- 2012 Passione sinistra regia di Marco Ponti
- 2012 Diario di un maniaco per bene regia di Michele Picchi

### Televisione
- 2008 VIP, regia di Carlo Vanzina
- 2008 R.I.S. 5 - Delitti imperfetti, regia di Fabio Tagliavia, episodio 5x10
- 2007	Piloti, regia di Celeste Laudisio
- 2006	Radiosex, regia di Alessandro Baracco
- 2005\06 Nati ieri, regia di Luca Miniero e Paolo Genovese
- 2004	Dove osano le quaglie (trasm.tv)
- 2003	Elisa di Rivombrosa, regia di Cinzia Th. Torrini
- 2019 Il processo, regia di Stefano Lodovichi

## Videoclip
- 2003 Almeno tu nell'universo di Elisa regia di Richard Lowenstein